# البارا بايثلون
البياثلون البارالمبي هي رياضة شتوية تجمع بين الرماية على الأهداف والتزلج الريفي. وهي عبارة عن سباق يتناوب فيه المتسابقون بين التزلج عبر مسار تزلج ريفي والرماية على الأهداف؛ تؤدي الطلقات الضائعة إلى عقوبة إما بوقت إضافي أو مسافة إضافية. يشمل البياثلون البارالمبي منافسات الوقوف، ومنافسات الجلوس (لمستخدمي الكراسي المتحركة)، ومنافسات للرياضيين ذوي الإعاقات البصرية، وهي رياضة بارالمبية منذ 1988.
البياثلون البارالمبي هو تكييف لرياضة البياثلون لـلرياضيين ذوي الإعاقة، وهو أحد تخصصي التزلج الشمالي في الألعاب البارالمبية الشتوية، والآخر هو التزلج الريفي البارالمبي. منذ عام 2024، تخضع الرياضة لإدارة الاتحاد الدولي للبياثلون (IBU).

## التصنيف
اعتبارًا من 1 يوليو 2024، يكون الرياضيون في فئات رياضية محددة مؤهلين للمنافسة في أحداث البياثلون البارالمبي على النحو التالي:
- ضعف البصر: NS1، NS2، NS3
- منافسات الوقوف: LW2، LW3، LW4، LW5/7، LW6، LW8، LW9
- منافسات الجلوس: LW10، LW10.5، LW11، LW11.5، LW12

## المسابقات

### الألعاب البارالمبية
البياثلون البارالمبي هي رياضة بارالمبية منذ الألعاب البارالمبية الشتوية 1988 للرياضيين ذوي الإعاقات الجسدية، بينما أُدراج الرياضيين ذوي الإعاقات البصرية منذ الألعاب البارالمبية الشتوية 1992. كانت الألعاب البارالمبية الشتوية 1994 هي المرة الأولى التي يتم فيها إدراج منافسات السيدات.
فيتالي لوكيانينكو من أوكرانيا هو أكثر رياضيي البياثلون البارالمبي تتويجًا بين الرجال، حيث حصل على اثنتي عشرة ميدالية منها ثماني ذهبيات، بينما فيرينا بنتلي من ألمانيا هي أكثر رياضيات البياثلون البارالمبي تتويجًا بين النساء، حيث حصلت على ست ميداليات، منها خمس ذهبيات. الأمة الأكثر نجاحًا في البياثلون البارالمبي هي روسيا، بإجمالي 66 ميدالية (24 ذهبية، 27 فضية، 15 برونزية).

### أحداث الاتحاد الدولي للبياثلون
كان البياثلون البارالمبي خاضعًا لإدارة اللجنة البارالمبية الدولية (IPC) حتى يوليو 2022، عندما نقلت إدارة الرياضة بشكل مشترك إلى الاتحاد الدولي للتزلج والثلج (FIS) والاتحاد الدولي للبياثلون (IBU)؛ منذ عام 2024، يدير الاتحاد الدولي للبياثلون (IBU) رياضة البياثلون البارالمبي بشكل حصري. ضُمن البياثلون البارالمبي كجزء من بطولة العالم للتزلج الشمالي البارالمبي في بطولة العالم للرياضات الثلجية البارالمبية 2021 وبطولة العالم للتزلج الشمالي البارالمبي 2023.
يتميز موسم 2024-2025، وهو الأول الذي يديره الاتحاد الدولي للبياثلون بالكامل، بكأس العالم للبياثلون البارالمبي (PBWC) على عدة مراحل: الأولى في ديسمبر في فوكاتي، فنلندا؛ والثانية في يناير في فال دي فييم، إيطاليا؛ ونهائيات كأس العالم في مارس في تورسباي، السويد.
تقام بطولة العالم للبياثلون البارالمبي (PBWCH) منذ عام 2024، حيث أقيمت الأحداث الافتتاحية في برينس جورج، كندا. تألفت بطولة العالم 2024 من أربعة أحداث: السباق السريع (7.5 كم)، الفردي (12.5 كم)، المطاردة الربيعية، والمطاردة الجماعية. ومن المقرر أن تقام بطولة العالم 2025 في بوكليوكا، سلوفينيا.

## المعدات

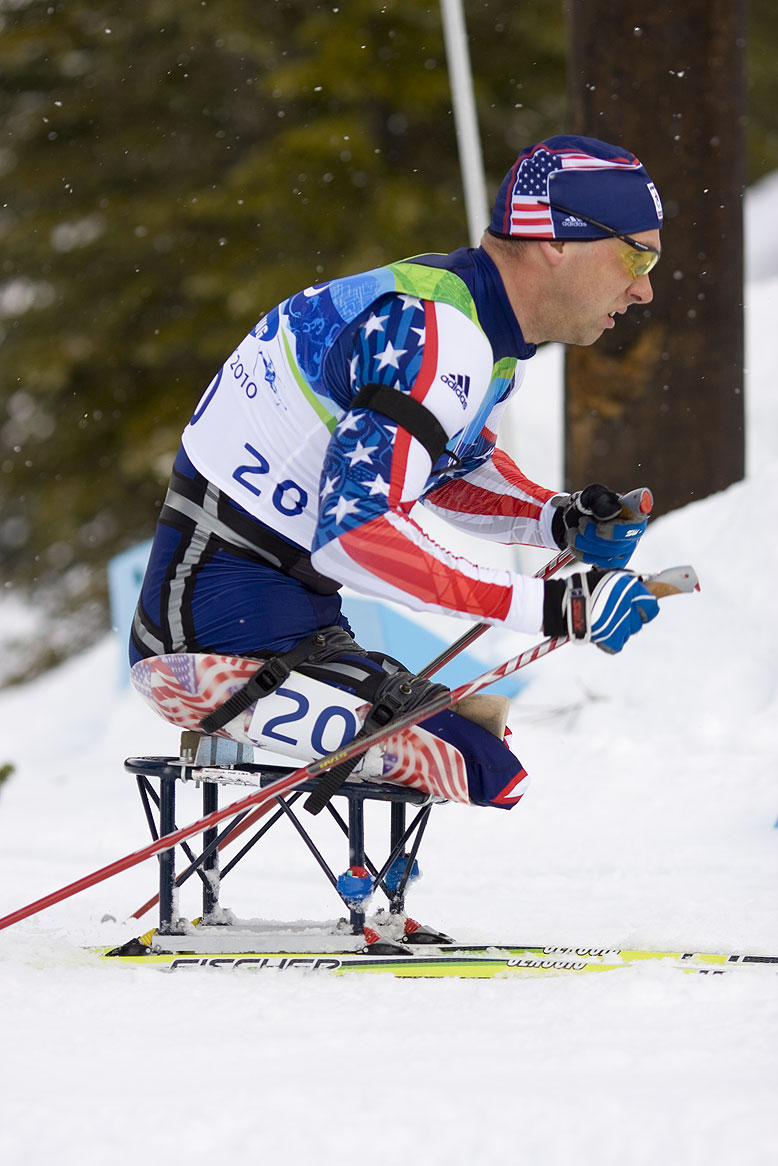
أندي سولي يستخدم زلاجة جلوس في الألعاب البارالمبية الشتوية 2010.

تستخدم المعدات التالية في البياثلون البارالمبي، والتي يمكن أن تختلف حسب تصنيف الرياضيين:
- البندقية: بندقية هوائية أو بندقية تعمل بثاني أكسيد الكربون CO2 مع مخزن بخمس طلقات. يضع الاتحاد الدولي لرياضة الرماية لوائح البنادق. يستخدم الرياضيون في فئة المكفوفين بندقية مزودة بنظارات كهربائية صوتية، بينما يستخدم الرياضيون ذوو الإعاقات البصرية بندقية تستخدم الصوت للإشارة إلى الرياضي بمدى دقة تصويبه، وتطلق شعاع ليزر على الهدف.[7]
- أهداف الرماية: أهداف معدنية سوداء يتم استبدالها بأقراص بيضاء عند إصابتها، وتقع على بعد 10 م (33 قدم) من المتنافسين. يبلغ قطر الهدف 21 مـم (0.83 بوصة) للرياضيين ذوي الإعاقات البصرية و 13 مـم (0.51 بوصة) للرياضيين ذوي الإعاقات الجسدية.
- زلاجة جلوس: تستخدم فقط من قبل الرياضيين ذوي الإعاقات الجسدية للجلوس.
- الزلاجات: تصنع الزلاجات الكلاسيكية من الألياف الزجاجية وعادة ما تكون أطول من المتزلج بـ 25–35 سـم (9.8–13.8 بوصة). وفي الوقت نفسه، تكون زلاجات الأسلوب الحر أقصر بحوالي 10–15 سـم (3.9–5.9 بوصة).
- عصي التزلج: عصي ذات طول ثابت لا يتجاوز طول المتزلج.

## روابط خارجية
- التزلج الشمالي في اللجنة البارالمبية الدولية
- قواعد أحداث ومسابقات البياثلون البارالمبي من الاتحاد الدولي للبياثلون